# Deleni, Neamț
Deleni (în trecut, Mânjești) este un sat în comuna Ștefan cel Mare din județul Neamț, Moldova, România.